# 臨床教育開発推進機構
臨床教育開発推進機構（りんしょうきょういくかいはつすいしんきこう、英文名 Organization on Development and Progress for Education in Clinical Medicine、略称 ODPEC）は、臨床医学における指導者用教育ツールを含めた教育ツールの研究，開発，普及，指導者の育成と派遣等を目的として設立された学術団体。医療の全領域を対象とする共通の教育方法論の開発と推進を行うため2017年の設立時より一般社団法人である。
主たる事務所を 〒164-0001東京都中野区中野2-2-3）に置いている。 
定款において、本法人は、国民全体が標準的で良質なヘルスケアを享受 できるよう、医療の社会的基盤の構築・整備、および医療関係者の質を保障する教育・研修・訓練システムの開発や普及活動により将来の医療を担う人材の養成を行い、それらの活動を通じて国民と医療関係者とで創り上げる新しい医療文化の醸成に寄与し、もってサイエンスに基づいた医療の質の向上に貢献することを目的としている。

## 事業
本法人は、前条の目的を達成するために次の事業を行う。
（１）年次総会・教育セミナー・研究会・フォーラム等の開催
（２）教育ツール（指導者用を含む）の研究、開発、普及と研修会開催の支援
（３）開発ツールの国内外における権利関係の調査と保護
（４）指導者の育成と派遣
（５）研修・訓練システムを支援するデータベース、 e ラーニング、ラーニングマネジメントシステム、並びに 医療に関する情報提供システムの構築
（６）模擬患者 （シミュレーテッド・ペイシェント）の教育・育成・派遣
（７）機関誌、図書、研究資料の刊行、ホームページの設置
（８）国内ならびに国外の関係団体との協力活動
（９）医学監修（映画、TV ドラマ等の シナリオのチェック、役者への演技指導含む）および適任人材の派遣
（10 ）その他 本法人 の目的を達成するために必要な事業

## プロジェクト
JTAS研修コースのオンライン化の支援（インターネット回線スピードテスト／Zoom操作手順説明動画） 